# Jeremiah Johnson
Jeremiah Johnson és una pel·lícula estatunidenca de 1972 inspirada en la vida de Jack Johnson i dirigida per Sydney Pollack. Ha estat doblada al català com a Jeremiah Johnson per TV3 i com a Jeremies Johnson per IB3.

## Argument
En els anys 1850, Jeremiah Johnson, vell militar, decideix fugir de la violència dels homes i la civilització per guanyar les alçades salvatges de les muntanyes Rocoses.
Mal preparat per aquesta vida, té uns començaments difícils; fins al dia en què coneix «Urpes d'Ós», un vell caçador de Grizzlis que li ensenya el dur d'ofici de posar trampes i els costums dels indis.
Un dia, Jeremiah descobreix una cabana els primers ocupants de la qual han estat massacrats pels indis, recull després un noi supervivent d'aquesta matança, tal com li demana la seva mare, que s'ha tornat boja a conseqüència d'aquest fet.
Poc després, els dos personatges coneixen Del Gue, un caçador cínic i deshonest, atracat i enterrat viu pels indis peus negres. Aquest últim recupera els seus efectes amb l'ajuda de Jeremiah i arrenca el cuir cabellut de tres indis de la tribu a tall de venjança.
L'endemà, troben tots tres una tribu enemiga, els Caps plans. El cap de la tribu decideix oferir la seva filla, Swan, a Jeremiah a canvi dels cuirs cabelluts de Del Gue.
Després de la celebració del casament, Del Gue deixa els seus companys tot desitjant-los una bona lluna de mel.
Després d'haver errat molt de temps, Jeremiah troba finalment un indret ideal per construir un habitatge i fundar una família feliç amb Swan i Caleb.
Però un dia, els militars demanen l'ajuda de Jeremiah per tal de guiar-los cap a una comitiva de colons bloquejada per la neu. De camí, per tal de guanyar temps, profanen un cementiri crows travessant-lo. A la seva tornada Jeremiah descobreix amb estupor Swan i Caleb morts pels crows. S'enfonsa llavors en la violència i massacra tots els indis d'aquesta tribu que troba per tal de sadollar la seva pena causada per la pèrdua d'éssers estimats. Marxarà finalment cap al Canadà, creuant-se una última vegada amb Del Gue que s'ha humanitzat i el seu amic «urpes d'os», qui renuncia a la caça de l'os gris.
La pel·lícula s'acaba amb la trobada amb «camisa vermella», un indi crow, enemic de Jeremiah. L'indi aixeca el seu braç en un gest de pau que Jeremiah li torna.

## Repartiment
- Robert Redford: Jeremiah Johnson
- Will Geer: Bear Claw Chris Lapp
- Stefan Gierasch: Del Gue
- Allyn Ann McLerie: la dona boja
- Charlers Tyner: Robidoux
- Paul Benedict: 	Reverend Lindquist
- Jack Colvin: Tinent Mulvey
- Josh Albee: Caleb
- Joaquim Martinez: Camisa vermella
- Mark Clark: Qualen
- Richard Angarola
- Delle Bolton: Swan

## Nominacions
- Palma d'Or al Festival Internacional de Cinema de Cannes